# Gustav von Kahr
Gustav von Kahr (29 de novembre de 1862 - 30 de juny de 1934) va ser un polític alemany, Primer Ministre de Baviera de 1920 a 1921.

## Biografia
Nascut a Baviera, va estudiar Dret i va exercir com a advocat abans d'entrar en la política. Va tenir contactes amb els grups monàrquics i catòlics de Baviera encara que era protestant. El 1917 va ser nomenat governador provincial a Baviera, càrrec del qual va ser retirat després de la revolució de novembre l'any següent.
El 1920 va ser nomenat primer ministre de Baviera, des d'on va afavorir els grups de dretes nacionalistes, i fins i tot als moviments que pretenien separar Baviera d'Alemanya. Després del decret de protecció de la república, va renunciar al càrrec el 1921, tornant dos anys després com a comissari estatal controlant, al costat d'altres de militars i polítics, Baviera gairebé de forma dictatorial. Al principi va donar cert suport a les temptatives colpistes dels nazis i altres grups en el putsch de Múnic o de la cerveseria, però quan s'anava a produir la manifestació a Múnic, va donar ordre de reprimir-la, la qual cosa li va costar el suport dels dretans nacionalistes de Baviera.
El 1924, conegut el seu primer suport al cop fallit, va ser pressionat per abandonar el càrrec, ocupant un lloc a la cambra de revisió de lleis a Baviera uns anys més. Durant la nit dels ganivets llargs, el 30 de juny de 1934, va ser assassinat per membres de les SS.